# Vermist (televisieprogramma)
Vermist was een televisieprogramma van de Nederlandse Publieke Omroep AVROTROS (voorheen TROS) dat tussen 1996 en 2014 werd uitgezonden. Het stond bijna elke vrijdag geprogrammeerd op NPO 1. Het programma werd gepresenteerd door Jaap Jongbloed. In dit televisieprogramma werden vermiste personen gezocht, dit gebeurt altijd met tips van de kijkers die doorbellen naar een speciaal Vermist Telefoonteam, in dit team bevindt zich vaak een bekende Nederlander. Vaak werden in dit programma ook daadwerkelijk mensen weer met elkaar herenigd.
In juli 2014 werd bekendgemaakt dat er vanaf 2015 geen nieuwe afleveringen meer worden gemaakt van het programma, omdat er geen plek meer in de programmering zou zijn.